# Mars 1770
Cette page présente les faits marquants du mois de mars 1770.

## Événements
- 5 mars : massacre de Boston. Les troupes britanniques tirent sur la foule manifestant contre les taxes d’importation[1]..